# ورزشگاه افراها
ورزشگاه افراها (به لاتین: Afraha Stadium) یک ورزشکاه فوتبال در کنیا است که در ناکورو واقع شده‌است.